# Getto van Łódź
Het getto van Łódź (Duits: Ghetto Litzmannstadt) was het op een na grootste getto (na het getto van Warschau) dat werd ingericht voor Joden en (5.000) Roma-zigeuners in het Duits-bezette Polen. Gelegen in het centrum van Łódź en oorspronkelijk bedoeld als een tijdelijke verzamelpunt voor Joden, werd het getto omgevormd tot een belangrijk industrieel centrum, en bood het de broodnodige benodigdheden voor nazi-Duitsland en vooral voor het Duitse leger. Vanwege zijn opmerkelijke productiviteit, wist het getto in stand te blijven tot augustus 1944, toen de resterende bevolking werd afgevoerd naar Auschwitz en vernietigingskamp Chełmno. Het was het laatste getto in Polen dat werd geliquideerd.

## Oprichting van het getto

Kaart van het getto in Litzmannstadt

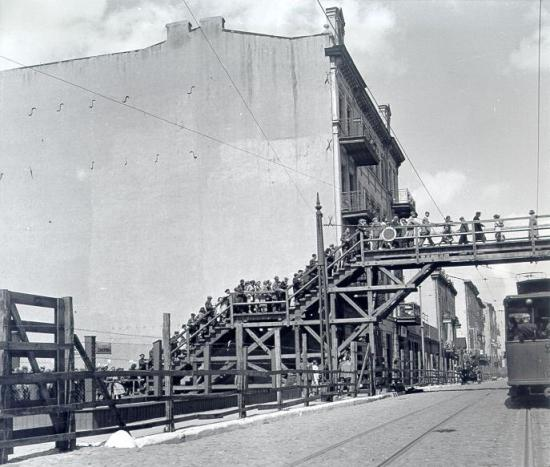
Een van de bruggen over een doorgangsstraat met tram

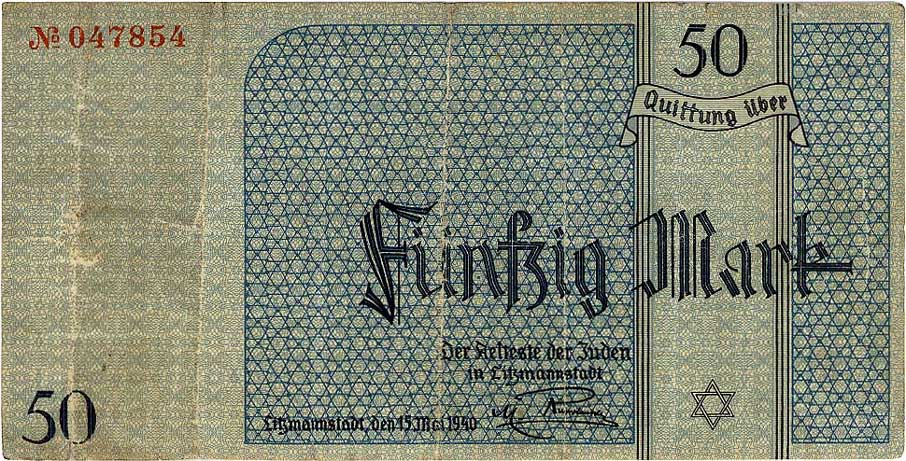
Joods gettogeld met de handtekening van Rumkowski

Toen Duitse troepen Łódź in september 1939 bezetten, had de stad een bevolking van 672.000 mensen, meer dan een derde van hen (233.000) Joden. Łódź grensde aan de Warthegau regio van het Rijk en werd omgedoopt in Litzmannstadt ter ere van een Duitse generaal, Karl Litzmann, die in 1914 met Duitse troepen (succesvol) in het gebied opereerde. Als zodanig had de stad een proces van arisering ondergaan: de joodse bevolking zou worden uitgezet naar het Generaal-Gouvernement en de Poolse bevolking zou aanzienlijk worden verlaagd en omgevormd worden tot een slavenarbeidervolk. De eerste vermelding van de vestiging van een getto staat in een order van 10 december 1939 aangegeven. Deze order sprak van een tijdelijke verzamelpunt voor de lokale joden om het deportatieproces te vergemakkelijken. Met de instelling van dit verzamelpunt werd een lange reeks van anti-joodse maatregelen (zowel als anti-Poolse maatregelen) in beweging gezet waarbij Joden werden ontdaan van hun bedrijven en bezittingen en gedwongen werden om de gele Jodenster te dragen. Sinds de invasie van Polen vluchtten veel Joden, met name de intellectuele en politieke leiders, naar het Sovjet-bezette Polen. Op 8 februari 1940 werd het joden opgedragen te gaan wonen in specifieke straten in de oude stad van Łódź en de aangrenzende wijk Baluty; de gebieden die later het getto zouden worden. Een nazi-gesponsorde pogrom op 1 maart, waarin veel Joden werden gedood, versnelde de verhuizing, en gedurende twee maanden daarna werden houten hekken met prikkeldraad rond het gebied gezet om het van de rest van de stad te kunnen isoleren (en te kunnen beheersen). Joden dienden op 1 mei van dat jaar officieel binnen dat gebied te wonen.
Om ervoor te zorgen dat er geen contact tussen de joodse en niet-joodse bevolking van de stad was, werden twee Duitse politie-eenheden aangewezen om rond het getto te patrouilleren. Binnen het getto zelf was een joodse politiemacht in het leven geroepen om ervoor te zorgen dat er geen joden probeerden te ontsnappen en ze was aanwezig om de orde te handhaven en toe te zien op naleving van de vele met de Duitsers overeengekomen regels. Alle joden die zich buiten het getto vertoonden, konden, gesteund door de wet, worden neergeschoten. Op 10 mei 1940 traden orders in werking die het joden en niet-joden in Łódź verbood enig commercieel contact met elkaar te hebben. Op overtreding stonden dezelfde zware straffen. Het contact met mensen buiten het getto werd ook aangetast door het feit dat Łódź een 70.000 mensen sterke Duitse minderheid had, die loyaal aan de nazi's waren. In andere getto's in heel Polen ontstond tussen het getto en de buitenwereld een bloeiende ondergrondse economie op basis van de smokkel van voedsel en vervaardigde goederen. In Łódź was dit echter praktisch onmogelijk en de Joden waren volledig afhankelijk van de Duitse autoriteiten voor voedsel, medicijnen en andere vitale benodigdheden. Om de situatie nog verder op scherp te zetten werd als enig wettig betaalmiddel een speciaal gettogeld ingesteld. Geconfronteerd met honger, verhandelden joden gretig hun resterende bezittingen voor dit namaakgeld en werden zo (gedwongen) medeplichtig aan het proces waarin ze werden beroofd van hun weinige overgebleven bezittingen. Nadat op 1 oktober 1940 de deportatie naar het getto was voltooid, werd de stad Judenfrei (vrij van joden) verklaard. Omdat er veel joden uit de stad waren gevlucht, was de bevolking van het getto na zijn oprichting ‘slechts’ 164.000. In de jaren daarna werden Joden uit Centraal-Europa, zelfs zover als uit Luxemburg, naar het getto gedeporteerd; er was ook een kleine Roma-bevolking geherhuisvest (zie: Porajmos). Het getto werd doorsneden door meerdere grote straten die voor de joden verboden gebied waren en met grote omheiningen versperd waren. De verbinding tussen de gettodelen werd door 3 grote houten bruggen mogelijk gemaakt. Over deze bruggen persten zich 24 uur per dag grote hoeveelheden mensen op weg naar hun werk of huis. Door de grote straten reden tramlijnen (zie: Tram van Łódź) die de niet-joodse delen van de stad met elkaar verbonden. Joden mochten niet van de tram gebruikmaken.

## Mordechai Chaim Rumkowski en de Joodse Raad

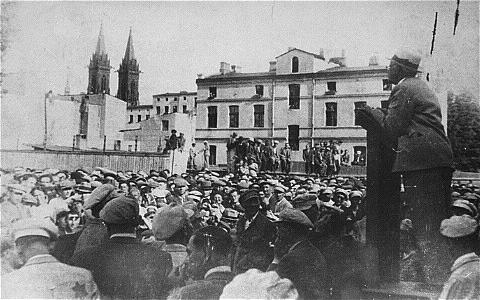
Chaim Rumkowski spreekt de gettobevolking toe

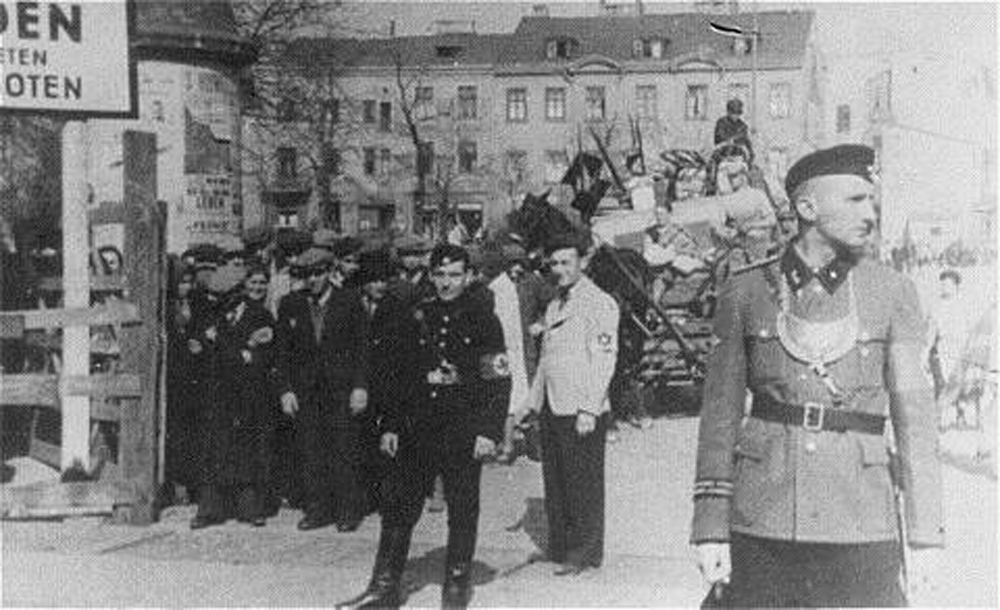
Duitse en Joodse politie bewaken de getto-ingang

Om de lokale bevolking te organiseren en de orde te handhaven stelden de Duitse autoriteiten een Joodse Raad, of Judenrat in. De Judenälteste, of ouderling van de Joodse Raad, Mordechai Chaim Rumkowski, wordt nog steeds beschouwd als een van de meest controversiële figuren in de geschiedenis van de Holocaust. Spottend bekend als "Koning Chaim" kreeg hij van de nazi’s ongekende bevoegdheden. Hij mocht "alle nodige maatregelen nemen" om de orde in het getto te handhaven. Hoewel hij rechtstreeks verantwoording af moest leggen aan nazi-functionaris Hans Biebow, slaagde Rumkowski er met een autocratische stijl van leidinggeven in het getto tot een enorm industrieel complex om te vormen dat een groot aandeel in de productie van goederen voor de Duitse oorlogsinspanningen leverde. Ervan overtuigd dat de Joodse productiviteit overleving zou inhouden, dwong hij de bevolking 12 uur per dag in erbarmelijke omstandigheden te werken, en produceerde men uniformen, winterkleding, mutsen en helmen, hout en metaal, en elektrische apparatuur voor het Duitse leger. Tegen 1943 was 95% van de volwassen bevolking werkzaam in 117 ‘ressorts’ of werkplaatsen. Het was vanwege deze productiviteit dat het getto van Łódź erin slaagde langer te overleven dan alle andere getto's in het bezette Polen. Onder leiding van Rumkowski was een zekere mate van gelijkheid onder alle Joden in het getto ingesteld. Eten werd gelijk verdeeld onder iedereen, en educatieve en culturele activiteiten, vaak ondergronds, bloeiden. Toch waren de omstandigheden onvoorstelbaar hard en de bevolking was volledig afhankelijk van de Duitse autoriteiten. Honger vierde hoogtij en ziektes waren wijdverbreid. Schoon water was feitelijk niet voorhanden. Deze omstandigheden en mede gevoed door ontevredenheid over Rumkowski, leidde tot een reeks stakingen in de fabrieken. In de meeste gevallen kon Rumkowski terugvallen op de Joodse politie om de ontevreden arbeiders te onderdrukken en weer aan het werk te krijgen, maar in een enkel geval werd de Duitse politie gevraagd om in te grijpen. Stakingen ontstonden echter meestal over de vermindering van al zeer magere voedselrantsoenen. Ziekte was een van de prioriteiten waarmee de Judenrat moest omgaan waarbij het getto onvoorstelbaar overbevolkt was. De complete bevolking van 164.000 zielen moest binnen een gebied van 4 vierkante kilometer leven waarbij slechts 2,4 kilometer daarvan bewoonbaar was. De overige delen waren begraafplaatsen, moestuintjes, industriecomplexen of Sperrgebiet. Brandstof was nauwelijks verkrijgbaar en de inwoners probeerden alles wat brandbaar was in de kachel te stoken. Over de hongersnood van 1942 wordt geschat dat het aantal directe doden op 18.000 ligt en in totaal stierven ruim 43.000 mensen aan ziektes en uithongering gedurende het bestaan van het getto.

## De eerste deportatie
De overbevolking in het getto werd nog eens verergerd door de deportatie van zeker 40.000 joden uit de omliggende gebieden, maar ook uit Duitsland, Luxemburg en het protectoraat Bohemen en Moravië, met name uit Terezín. Op 20 december 1941, kondigde Rumkowski aan dat twintigduizend Joden uit het getto zouden worden gedeporteerd. Deze zouden door de Joodse Raad worden geselecteerd en moesten bestaan uit criminelen, mensen die weigerden te werken, en ‘klaplopers’ die misbruik maakten van de vluchtelingen die in het getto werden opgenomen. Er werd een evacuatiecomité opgericht om met het selecteren te helpen en groepen gedeporteerden samen te stellen. Het is tot op heden onduidelijk wie zich het eerst realiseerde dat de gedeporteerden naar Chełmno (het eerste van de Aktion Reinhard vernietigingskampen) werden gedeporteerd, waar de gedeporteerden met koolmonoxidedampen in gaswagens werden gedood (gaskamers waren nog niet gebouwd). Tot 15 mei 1942 werden naar schatting 55.000 mensen gedeporteerd en vergast. In september 1942 kregen Rumkowski en de Jodenraad door dat deportatie de dood betekende. Andere bronnen beweren dat Rumkowski minstens wist dat mensen, die naar Chełmno werden overgebracht, gedood zouden worden. In zijn toespraken tot de bevolking verklaarde hij echter dat zij ‘bevrijd’ zouden worden. De Duitse overval op een kinderziekenhuis, toen alle patiënten werden opgepakt en in vrachtwagens gegooid (vele jonggeboren werden door vaak dronken dienstplichtigen uit de ramen gegooid), gaf een indicatie. Een nieuwe Duitse opdracht eiste dat 20.000 joodse kinderen voor deportatie werden overgedragen, en er woedde een debat in het getto over wie zou moeten worden overhandigd. Na het onderzoeken van de opties, was Rumkowski er meer dan van overtuigd dat de enige kans op overleving lag in productief blijven voor het Reich. Rumkowski's ‘Geef mij uw kinderen’-speech deed een sterk beroep op de ouders kinderen van 10 jaar en jonger, en de ouderen en zieken, te deporteren, zodat de anderen konden overleven. Sommige geschiedschrijvers zien in deze speech aspecten van de Holocaust.

Een zware slag heeft het getto geslagen. Zij vragen ons het beste wat we bezitten - de kinderen en de ouderen - op te geven. Ik was niet in staat een eigen kind te hebben, dus de beste jaren van mijn leven gaf ik aan kinderen. Ik heb gewoond en geademd met kinderen, ik heb nooit gedacht dat ik zou worden gedwongen om dit offer met mijn eigen handen aan het altaar te leveren. Op mijn oude dag, moet ik mijn handen uitstrekken en smeken: broeders en zusters! Geef ze aan mij! Vaders en moeders: Geef me je kinderen!

Ondanks hun afschuw, beseften vele ouders dat dit offer het voortbestaan, op zijn minst voor een deel van de overgebleven Joden, zou kunnen betekenen. In het anderhalve jaar daarop leek het erop dat Rumkowski erin geslaagd was zijn doelstelling ten minste een deel van de bevolking van de getto’s te sparen, te behalen. De deportaties stopten na de overgave van de kinderen, en in 1944, had het getto, met nog ‘slechts’ 70.000 inwoners, de grootste concentratie van joden in Oost-Europa. Het getto was omgebouwd tot een groot werkkamp, waar overleven uitsluitend afhankelijk was van het vermogen om te werken. Scholen en ziekenhuizen werden gesloten, en nieuwe fabrieken, waaronder wapenfabrieken, werden opgericht. Op dat moment waren de Sovjet-troepen op nog geen 90 kilometer afstand van het getto en leek het erop dat de overlevenden van dat moment het werkelijk zouden overleven. De Sovjet-opmars stopte echter plotseling.

## Het einde van het getto
Het uiteindelijke lot van het getto werd tussen de hoogste nazi's al in 1943 besproken. Heinrich Himmler riep op tot de definitieve liquidatie van het getto, waarbij een handvol werknemers moesten verhuizen naar een concentratiekamp buiten Lublin, terwijl de bewapeningsminister Albert Speer pleitte het getto te laten voortbestaan als een bron van goedkope arbeid, dat zeker nodig zou zijn nu het tij van de oorlog zich tegen Duitsland keerde.
In de zomer van 1944 werd uiteindelijk besloten tot de geleidelijke liquidatie van de resterende bevolking. Van 23 juni tot 5 juli werden ongeveer 7.000 Joden naar het vernietigingskamp Chełmno gedeporteerd, waar ze werden vermoord. Op 15 juli 1944 werden de transporten gedurende twee weken onderbroken omdat, wegens het oprukken van de Sovjettroepen de Chełmno faciliteit werd ontmanteld en verplaatst. Op het moment dat de Sovjet fronttroepen naderden, werd besloten de resterende Joden, inclusief Rumkowski, op transport naar Auschwitz te zetten, en het getto te liquideren. Op 28 augustus 1944 werden Rumkowski en zijn familie in Auschwitz vermoord. Sommige joden werden in het getto achtergelaten om op te ruimen, sommigen doken onder. Slechts 877 joden waren over toen het Sovjet-leger op 19 januari 1945 Łódź bevrijdde. Geschat wordt dat 10.000 van de 204.000 Joden en een tiental Roma die het getto doorliepen, overleefden.

## Weerstand in het getto
De bijzondere situatie van het getto van Łódź verhinderde uitingen van gewapend verzet die synoniem zijn geworden met de laatste dagen van het getto van Warschau, dat van Wilna en van Białystok, en andere getto's in bezet Polen. Rumkowski’s aanmatigend autocratie, het mislukken van pogingen om voedsel binnen te smokkelen, en daarom ook wapens, en de overtuiging dat de productiviteit zou zorgen voor overleving, sloot elke poging tot gewapende opstand uit. De Zwitserse socioloog Werner Rings onderkent vier verschillende vormen van verzet bij de burgerbevolking binnen het door nazi's bezette Europa, met aanvallende weerstand als de meest ultieme vorm van verzet. De andere drie categorieën: symbolisch, polemisch, en defensief, kwamen alle in het getto voor, en er zijn zelfs aanwijzingen van offensief verzet in de vorm van sabotage. Symbolische weerstand is duidelijk zichtbaar in het rijke culturele en religieuze leven in het getto gedurende het eerste jaar. In eerste instantie waren er 47 scholen en zorginstellingen in het getto, die bleven functioneren, ondanks de zwaarste omstandigheden. Op het moment dat de schoolgebouwen werden omgebouwd tot woonruimte voor de 20.000 Joodse uit Centraal-Europa, werden alternatieven vastgesteld, in het bijzonder voor jongere kinderen van wie de moeders werden gedwongen om te werken. In aanvulling op het opleiden van de jeugd, probeerden scholen ervoor te zorgen dat kinderen de juiste voeding kregen, ondanks de magere rantsoenen die waren toegewezen. Nadat de scholen in 1941 werden gesloten, bleven vele illegale kinderdagverblijven voor kinderen van wie de moeders werkten, behouden.
Politieke organisaties bleven ook bestaan in het getto en deze hielden zich zelfs bezig met stakingen toen in de rantsoenen werd gesneden. In één geval, liep een staking zo uit de hand dat de Duitse politie werd opgeroepen om deze te onderdrukken. Tegelijkertijd was er ook een rijk cultureel leven, met inbegrip van actieve theaters, concerten, en verboden religieuze bijeenkomsten, die allemaal de officiële pogingen tot ontmenselijking tegengingen. Veel informatie over culturele activiteiten is te vinden in de gettoarchief, georganiseerd door de Joodse Raad, dat van dag tot dag het leven in het getto documenteerde. De gettokrant is in de jaren 1990 in zijn totaal uitgegeven (en omvat ongeveer 3000 pagina’s).
Het archief kan ook worden beschouwd als een vorm van polemisch verzet, bedoeld om het leven in het getto voor toekomstige generaties te kunnen beschrijven. De fotografen van de statistische afdeling van de Joodse Raad namen illegaal foto's van alledaagse taferelen en wreedheden. Een van hen, Henryk Ross, is erin geslaagd om de negatieven te begraven en ze na de bevrijding op te graven. Het is vanwege dit archief dat we een echt gevoel kunnen krijgen hoe het leven in het getto was. In tegenstelling tot veel andere afbeeldingen uit die periode, is een aantal van de foto's in het getto in kleur genomen, en verbeteren deze het toch al levendige portret van het gettoleven. Zoals een dagboekschrijver schreef: "We moeten alles met een kritisch oog beschermen en observeren, schetsen maken van alles wat er gebeurt ... zodat ze herinnerd worden". De archivarissen begon ook met het creëren van een getto-encyclopedie en zelfs een lexicon van het lokale Bargoens dat ontstond om het dagelijks leven te beschrijven. Hoewel het illegaal was, en standrechtelijk doodschieten er als straf op stond, bezaten enkelen radio's waarmee ze in staat waren om op de hoogte te zijn van de gebeurtenissen in de wereld buiten het getto. In eerste instantie kon men met de radio alleen de Duitse nieuwsuitzendingen krijgen. Onder de nieuwsberichten die binnen het getto werden verspreid, was de geallieerde invasie van Normandië, op de dag dat deze heeft plaatsgevonden. Defensief verzet in het getto omvat het vermijden van de laatste transporten en het helpen van anderen om hetzelfde te doen. Ongeveer 800 Joden zijn erin geslaagd om in het getto te overleven totdat de Sovjets eindelijk de stad bevrijdden. Maar zelfs voor de laatste deportatie deelden leden van de jeugdbewegingen hun magere rantsoenen met vrienden die weigerden om zich te melden, waardoor ze zelf konden overleven nadat ze hun recht op voedselrantsoenen verspeelden. Omdat werk van essentieel belang om in het getto te overleven, lijkt het onvermijdelijk dat sabotage gemeengoed was. In het laatste jaar, linkse arbeiders bezigden de slogan P.P. (Pracuj powoli, of 'werk langzaam’) om hun werk ten behoeve van de Wehrmacht te traineren. Toen een bunker met ondergedoken joden werd ontdekt, viel een van de mensen Hans Biebow (directe chef van Rumkowski binnen de nazi-administratie) aan. Er is bewijs in dagboeken dat een vorm van gewapend verzet in de laatste dagen van het getto werd besproken, maar het is in tegenstelling tot andere getto's, vanwege de eerder genoemde overwegingen, nooit zover gekomen.

## Getto leiding, Duitse zijde
- Hans Biebow, Leiter der nationalsozialistischen deutschen Verwaltung des Ghettos Litzmannstadt
- Friedrich Uebelhoer
- Rudy Janek, Volksdeutsch collaborateur, schoot 24 joden dood